# Château de Monte Sant'Angelo
Le château de Monte Sant'Angelo est un château médiéval, situé dans le centre historique de Monte Sant'Angelo dans la province de Foggia des Pouilles,.
Le Castellum de Monte Gargano construit vers 837-838 par le doge de Venise Orso Ier Participazio, est actuellement utilisé pour des expositions. Il est situé dans la zone du parc national du Gargano.

## Historique
Jusqu'au IXe siècle il n'y avait pas de château, mais seulement un castrum byzantin, puis le château fut la demeure des princes de la seigneurie dell'Honor Sancti Angeli : il appartenait à Rainulf Drengot, comté d'Aversa, puis à Robert Guiscard qui, après avoir entouré la ville de murailles, fit reconstruire au XIe siècle la partie la plus ancienne, la Tour des Géants (Torre dei Giganti), de forme pentagonale, haute de 18 mètres et avec des murs de 3 mètres d'épaisseur. La structure est devenue importante dans la défense du Gargano, l'une des trois Castra exempta (it) (privilégiées). C'était la propriété de la couronne de l'empereur du Saint-Empire Frédéric II, qu'il donna à sa troisième épouse, la princesse Isabelle d'Angleterre, sœur du roi Henri III d'Angleterre, parmi les cadeaux de mariage, avec le Castel del Monte, d'Andria, tous deux hérités de Frédéric Ier de Souabe, fils légitime d'Isabelle et de Frédéric II. Il a accueilli Frédéric II de Souabe et son épouse préférée, la splendide Isabelle d'Angleterre, connue sous le nom d'« Isabelle au beau visage » et c'est pour cette raison qu'il présente des œuvres architecturales de style Frédéric, imposantes mais raffinées comme en témoigne la salle du XIIIe siècle avec un pilier central et des voûtes ogivales (« la salle du Trésor »). Il aurait rencontré son amante Bianca Lancia au château.
Sous la domination normande, la tour des Géants et la tour Quadra furent construites, tandis que Frédéric II fit construire la salle dite du Trésor.
La forteresse actuelle met surtout en évidence l'influence des Aragonais qui, pour se défendre des ennemis, construisirent la tour en forme d'amande et les douves qui précèdent le portail d'entrée.
Les Angevins prenaient grand soin du manoir, mais ils l'utilisaient comme prison d'État : célèbres sont les détentions de Filippa d'Antiochia (it) (princesse souabe) qui y mourut en 1273, et celle de la reine Jeanne Ire de Naples (peut-être assassinée là) et dont les restes se trouvent vraisemblablement à Monte Sant'Angelo, dans l'église San Francesco d'Assisi.

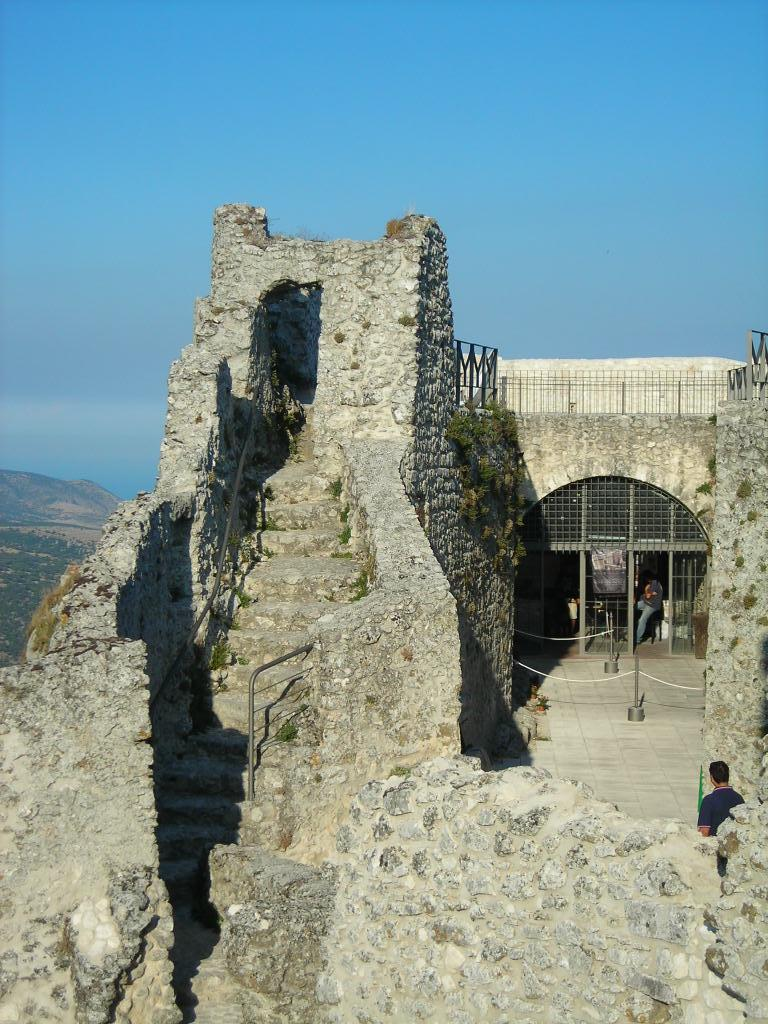
Chemin de ronde.

Elle devint également la demeure des princes de Durazzo : en effet, Charles III de Durazzo, plus tard roi de Naples et de Hongrie, y naquit.
Elle devint également la demeure de la noble famille Kastrioti Skanderbeg, grâce à l'indomptable Georges Kastrioti SKanderbeg, qui reçut des souverains le fief de Monte Sant'Angelo comme propriété, pour la grande aide qu'il apporta au roi de Naples et pour avoir lui-même et avec l'armée qu'il dirigeait, sauvait la vie du roi Ferdinand Ier à Barletta.
Au XVe siècle, entre 1491 et 1497, avec l'invention des armes à feu, des interventions furent indispensables sur la structure qui fut confiée à Francesco di Giorgio Martini (ingénieur militaire du XVe siècle), et prit l'aspect qu'elle conserve encore aujourd'hui.
En 1552, avec l'approbation du roi Charles Quint, le fief et le château furent achetés par la famille Serra Grimaldi, qui assuma tous les droits féodaux. De 1552 jusqu'à la fin du XVIIIe siècle, d'autres familles acquièrent le pouvoir sur le château et annexent le territoire féodal.
Le château fut vendu en 1802 à la municipalité de Monte Sant'Angelo qui en devint définitivement propriétaire en 1810. Au cours du siècle dernier, le château de Monte Sant'Angelo a fait l'objet de diverses interventions de restauration.

## Description

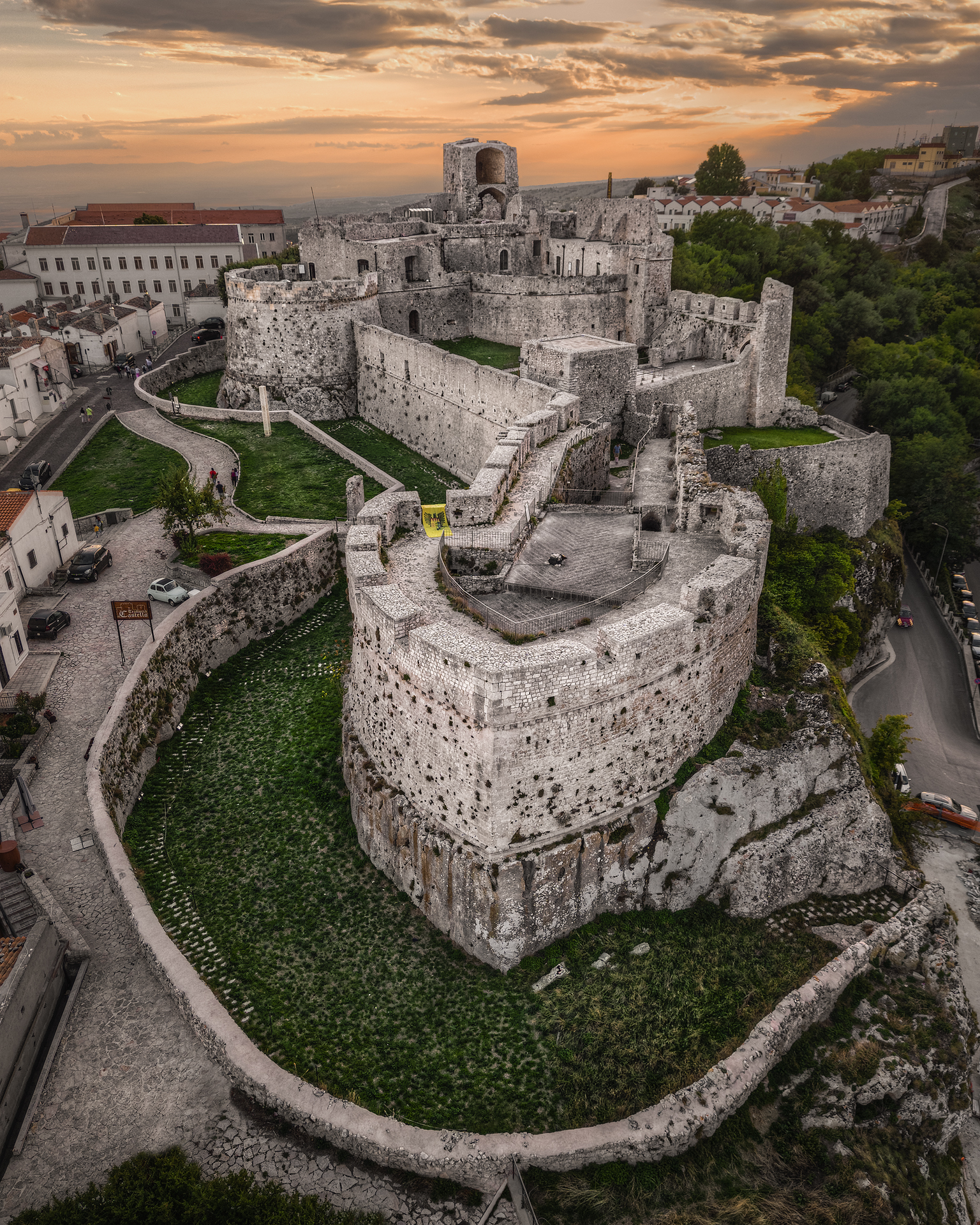
Vue aérienne.

Le château était doté de quelques zones résidentielles où vivaient le capitaneus, les fonctionnaires et la garnison armée ; mais aussi écuries, entrepôts, citernes, moulin, four, menuiserie, chapelle, bureaux administratifs. Les pièces destinées à la prison ne manquaient pas : une horrible prison se trouve dans les sous-sols de la tour des Géants. Une salle du XIIIe siècle avec un grand pilier central et des voûtes ogivales, communément appelée salle du Trésor, est encore bien conservée de cette époque.
Au fil du temps, le château fut renforcé par deux tours tronconiques, un bastion oriental et un système de courtines en maçonnerie équipées d'embrasures. À l'origine, le château était défendu par un rempart dont il ne reste que les ruines et par un fossé qui pouvait être traversé par un pont-levis, remplacé plus tard par un pont fixe soutenu par deux arches. On accède au bâtiment par un portail précédé du pont à deux arches placé sur les douves qui entouraient autrefois la forteresse. En entrant, il y a le poste de garde situé à droite, et une grande salle où se trouvent les écuries et le dépôt de munitions. Sur la gauche il y a deux portes : par la première on accède à l'extérieur du château, par la seconde un escalier qui mène au sommet de la tour tronconique au-dessus.
Il y a ensuite dans le vestibule, constitué d'une cour de 21 m de long et de plus de 4 m de large, qui mène à la grande cour intérieure, limitée par le crénelage qui défendaient les douves et par deux tours cylindriques, entre lesquelles s'ouvre le portail du corps central du château.
Un escalier monte aux étages supérieurs, dont la salle du Trésor : une grande pièce éclairée par une seule fenêtre, avec un plafond voûté soutenu par un pilier central massif. De cet escalier, qui devait servir aux fêtes et aux banquets, on accède aux appartements du châtelain d'un côté et à ceux des courtisans de l'autre.

## Galerie

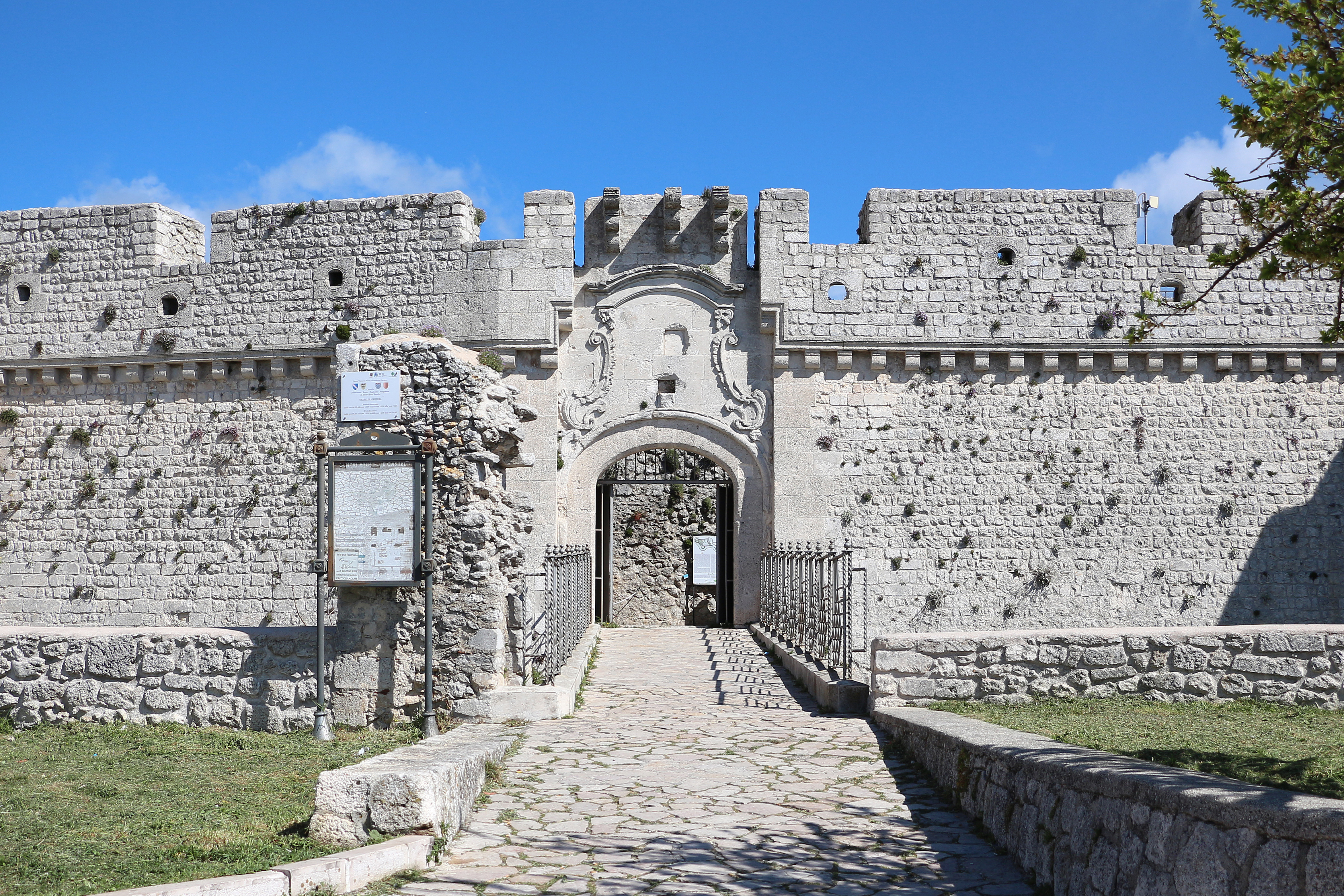
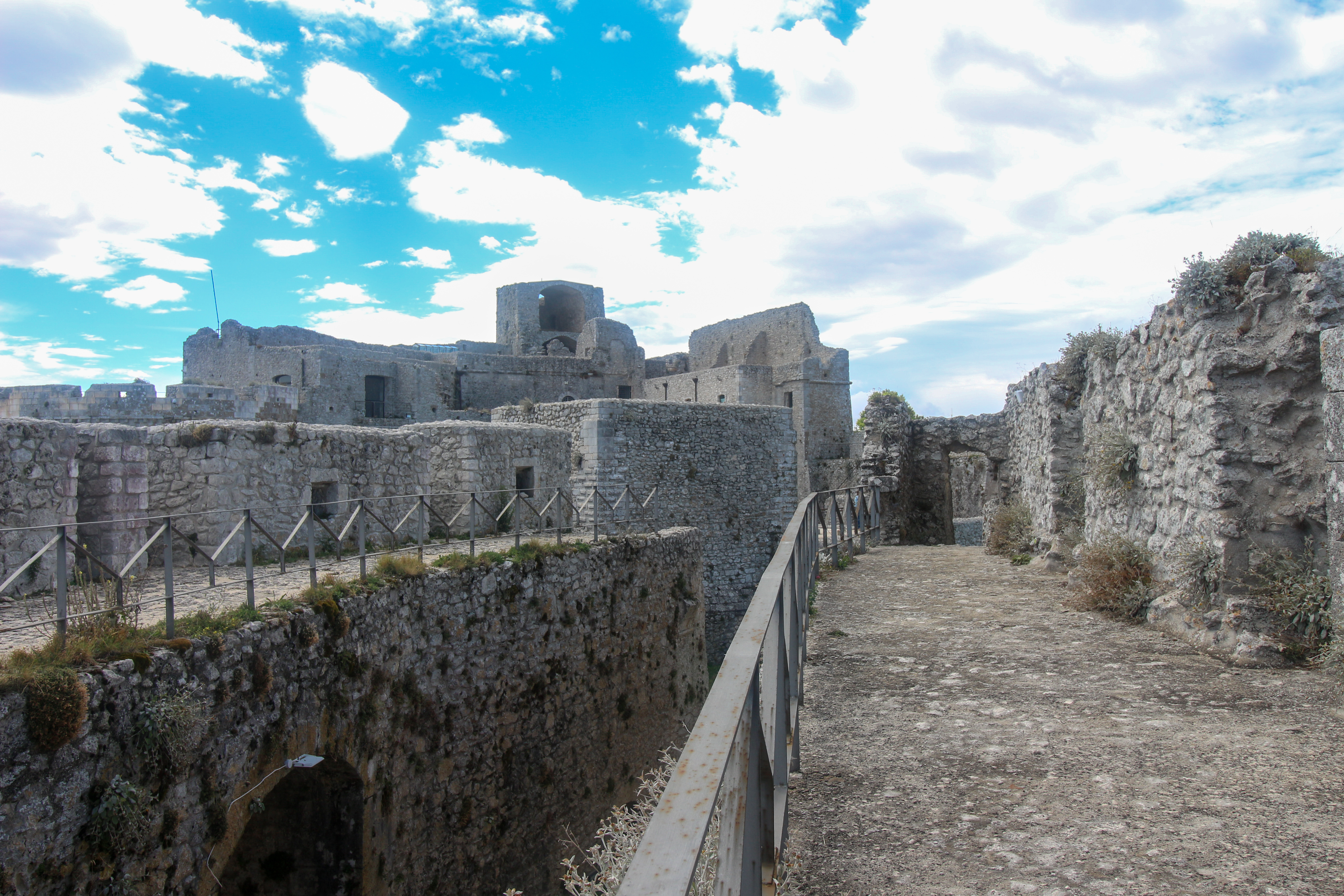
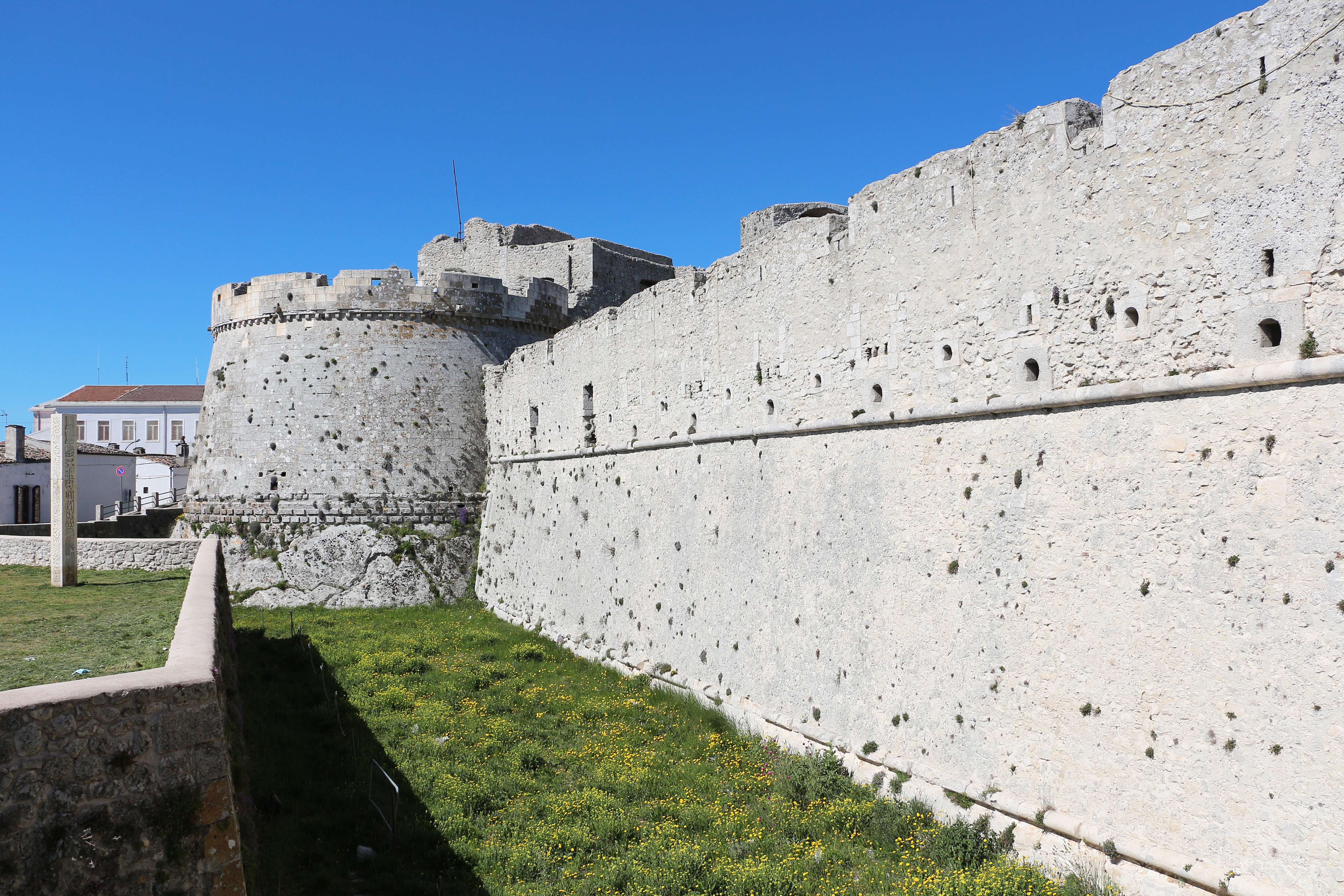